# Lovelady, Texas
Lovelady là một thành phố thuộc quận Houston, tiểu bang Texas, Hoa Kỳ. Năm 2010, dân số của xã này là 649 người.

## Dân số
- Dân số năm 2000: 608 người.
- Dân số năm 2010: 649 người.